# Liège-Bastogne-Liège 1992
La 78e édition de Liège-Bastogne-Liège a eu lieu le 19 avril 1992 et a été remportée par le Belge Dirk De Wolf.
La course disputée sur un parcours de 262 kilomètres est l'une des manches de la Coupe du monde de cyclisme sur route 1992.

## Classement
| #  | Coureur               | Équipe                |    | Temps           |
| -- | --------------------- | --------------------- | -- | --------------- |
| 1  | Dirk De Wolf          | Gatorade-Chateau d'Ax | en | 7 h 18 min 06 s |
| 2  | Steven Rooks          | Buckler-Colnago-Decca | +  | 30 s            |
| 3  | Jean-François Bernard | Banesto               |    | 30 s            |
| 4  | Davide Cassani        | Ariostea              |    | 1 min 35 s      |
| 5  | Tony Rominger         | Clas-Cajastur         |    | 2 min 00 s      |
| 6  | Gérard Rué            | Castorama             |    | 2 min 00 s      |
| 7  | Gert-Jan Theunisse    | TVM-Sanyo             |    | 2 min 00 s      |
| 8  | Giorgio Furlan        | Ariostea              |    | 2 min 00 s      |
| 9  | Robert Millar         | TVM-Sanyo             |    | 2 min 07 s      |
| 10 | Edwig Van Hooydonck   | Buckler-Colnago-Decca |    | 2 min 12 s      |